# Ólafur Davíðsson (Volkskundler)

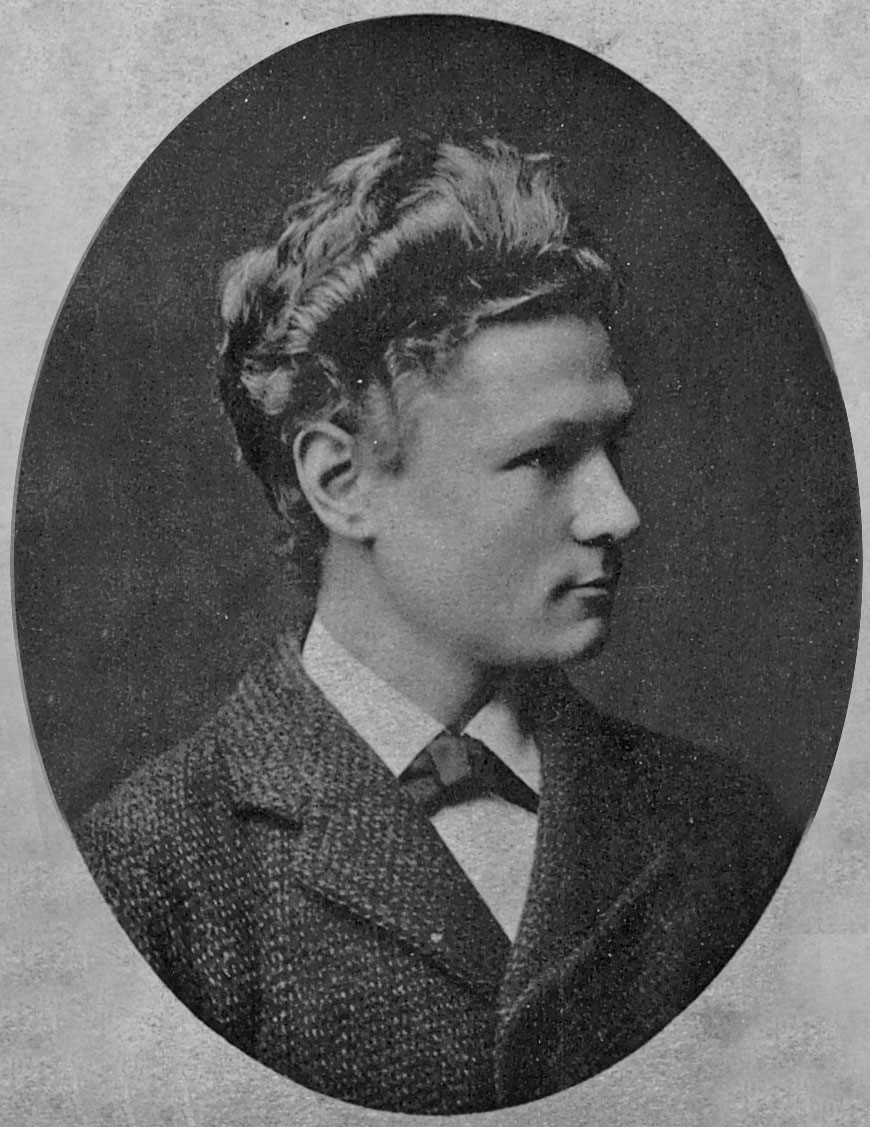
Ólafur Davíðsson

Ólafur Davíðsson (* 26. Januar 1862 in Sléttuhlíð in Skagafjörður; † 6. September 1903) war ein isländischer Naturforscher, Volkskundler und Sammler von Volkskunst.

## Leben
Ólafur Davíðsson wurde am 26. Januar 1862 als Sohn eines Geistlichen geboren. Er besuchte 1874 bis 1882 die Lateinschule in Reykjavík. 1882 begann er in Kopenhagen Naturwissenschaften zu studieren. Obwohl er 15 Jahre in Kopenhagen verbrachte, beendete er sein Studium nicht. Bereits in dieser Zeit begann er sich ernsthaft mit Volkskunst zu beschäftigen. Diese Betätigung setzte er fort, als er 1897 nach Island zurückkehrte. Am 6. September 1903 kam Ólafur Davíðsson durch ein tragisches Unglück ums Leben, als er betrunken vom Pferd in den Fluss Hörgá fiel und ertrank.
Ólafur Davíðsson gehört neben Magnús Grímsson und seinem Verwandten Jón Árnason, dessen Werk er nach dessen Tod 1888 fortsetzte, zu den Hauptpionieren der Sammler isländischer Volkskunst im 19. Jahrhundert.

## Veröffentlichungen (Auswahl)
- Íslenskar gátur, skemtanir, vikivakar og þulur, safnað hafa J. Árnason og Ó. Davíðsson 1–4, Bókmenntafélagið, Kopenhagen 1887–1903
- Isländische Zauberzeichen und Zauberbücher, in: Zeitschrift des Vereins für Volkskunde, 13. Jahrgang, Berlin 1903, S. 150–167 und S. 267–279.
- Galdur og galdramál á Íslandi 1–3, Sögufélag, Reykjavík 1941–1943.
- Ég læt allt fjúka. Sendibréf og dagbókarbrot frá skólaárunum, Ísafoldarprentsmiðja, Reykjavík 1955.
- Íslenskar þjóðsögur 1–4, Þjóðsaga, Reykjavík 1978–1980 (erste Gesamtausgabe 1945 veröffentlicht).
- Íslenzkar þjóðsögur, hrsg. von M. Jónsson Þorsteinn und Bjarni Vilhjálmsson, Bókaútgáfan þjóðsaga, Reykjavík 1978 (Erstausgabe 1887).
- Hundakæti. Dagbækur Ólafs Davíðssonar 1881–1884, Mál og menning, Reykjavík 2018.